# Kadajetti, Nanjangud
Kadajetti là một làng thuộc tehsil Nanjangud, huyện Mysore, bang Karnataka, Ấn Độ.